# Золотогорский сельсовет
Золотого́рский сельсове́т — бывшее муниципальное образование со статусом сельского поселения в составе Зейского района Амурской области.
Административный центр — село Золотая Гора.

## История
Золотогорский сельсовет образован решением исполкома Амурского областного Совета народных депутатов от 23 мая 1979 № 246.
31 октября 2005 года в соответствии с Законом Амурской области № 73-ОЗ муниципальное образование наделено статусом сельского поселения.
В 2014 году Золотогорский сельсовет был присоединён к Сосновоборскому сельсовету.

## Население
| 2002 | 2010 | 2011 | 2012 | 2013 | 2014 |
| ---- | ---- | ---- | ---- | ---- | ---- |
| 232  | ↘104 | ↘103 | ↘98  | ↘94  | ↘83  |

## Состав сельского поселения
| № | Населённый пункт | Тип населённого пункта       | Население |
| - | ---------------- | ---------------------------- | --------- |
| 1 | Золотая Гора     | село, административный центр | ↘62       |